# Le Marché d'esclaves (Vernet)
Pour l’article homonyme, voir Le Marché d'esclaves.
Le Marché d'esclaves (en anglais Slavesmarket ; en allemand Sklavenmarkt) est une œuvre du peintre français Horace Vernet (1789-1863), conservée à l'Alte Nationalgalerie de Berlin[réf. nécessaire].

## Histoire
La peinture orientaliste a exploré des thèmes et des motifs « exotiques », tirés de cultures non européennes et qui stéréotypaient « l'Orient ». Elle a influencé aussi les arts décoratifs. Les peintures orientalistes n'étaient pas des documents réalistes, mais plutôt des rêveries romantiques évoquant la passion, l'érotisme, le « primitivisme » de l'Orient.
L'orientalisme est un mouvement artistique qui débute progressivement et se développe surtout en France, après la Campagne d'Égypte du 1798. Il s'est formé à l'intérieur d'autres mouvements artistiques, tels que le romantisme, l'exotisme et le classicisme. Esclavage et marché aux esclaves étaient en pleine activité, en Moyen-Orient, au XIXe siècle. Les peintures orientalistes eurent du succès, surtout en Italie, en France, en Angleterre et en Allemagne et se trouvent aujourd'hui dans de grands musées, en particulier aux États-Unis. Elles étaient réalisées avec une technique académique soignée et les nudités exposées satisfaisaient l'œil.

### La traite «arabe»
Les hommes esclaves, dans le monde arabo-musulman, étaient utilisés pour les travaux agricoles et dans les mines ; les femmes esclaves travaillaient dans les maisons et étaient même soumises à l'exploitation sexuelle : elles devenaient des concubines et étaient même contraintes de subir des viols, pendant les longues marches de transfert jusqu'aux lieux de marché. Au Maghreb, les esclaves - femmes et enfants - furent forcées de se prostituer. Dans le Sahel, qui a subi sans interruption la traite arabe, il y a eu un dépeuplement démographique, car ce sont surtout les jeunes femmes et les enfants qui ont été déportés, tandis que les hommes et les personnes âgées étaient tués sur place.
Cette traite des êtres humains a commencé à l'époque de la Rome antique. Des millions de personnes ont été asservies : les blancs dans le bassin de la Mer Méditerranée et les noirs au cœur de l'Afrique.

## Description
La scène se déroule dans une rue non identifiable, dans une ville non identifiable. Une beauté blanche et une beauté africaine noire sont unies par le même destin. Au milieu d'eux, debout, un gardien armé de lance est habillé avec un large caftan. La nudité des femmes contraste avec le corps entièrement couvert de l'homme. Derrière lui se cachent les acheteurs arabes. Deux autres femmes blanches sont assises sur le sol, cachées par un drap.
Le peintre s'attarde sur la pose sensuelle de la figure centrale, considérée comme un nu « esthétique ». Il condamne certainement le commerce sauvage des êtres humains, mais il fantasme aussi sur les poses sexuelles des esclaves : un insolite mélange de pitié et de luxure.
Un tableau similaire, huile sur toile de 136 × 112 cm, est en vente en 2021 à la Jennmaur Gallery de San Francisco.